# Acartauchenius praeceps
Acartauchenius praeceps är en spindelart som beskrevs av Robert Bosmans 2002. Acartauchenius praeceps ingår i släktet Acartauchenius och familjen täckvävarspindlar.
Artens utbredningsområde är Algeriet. Inga underarter finns listade i Catalogue of Life.